# Три мушкетёра (фильм, 1948)
«Три мушкетёра» (англ. The Three Musketeers) — кинофильм. Экранизация романа Александра Дюма.

## Сюжет
Д’Артаньян, наивный гасконский юноша, с рекомендательным письмом от своего отца, едет в Париж, чтобы присоединиться к королевским мушкетёрам. Он встречает таинственную леди в придорожном постоялом дворе. Он вступает в драку с одним из охранников миледи Винтер. В результате этой драки, по приказу миледи, Д’Артаньян избит палками. Письмо к капитану королевских мушкетёров де Тревилю утеряно навсегда.
Приехав в Париж, Д’Артаньяна направляется к де Тревилю, но во время разговора с ним появляется один из трактирных знакомых, и юноша бросается за ним в погоню. По дороге он случайно получает вызовы на дуэль от трёх мушкетёров: Атоса, Портоса и Арамиса. Встретившись на месте дуэли, его соперники удивляются смелости Д’Артаньяна. Ещё до начала поединка появляются люди Ришельё, которым приказано арестовать мушкетёров. Д’Артаньян бросается на помощь, возмущённый численным превосходством. В результате мушкётеры принимают его в свои ряды.
Позже Д’Артаньян спасает и влюбляется в наперсницу королевы Анны — Констанцию Бонасье. Вопреки первоисточнику, она не является супругой галантерейщика Бонасье, а всего лишь его родственницей. Кардинал Ришельё использует неосмотрительность королевы, отдавшей своему возлюбленному — герцогу Бекингэму — алмазные подвески, чтобы развязать войну с Великобританией. Он уговаривает короля устроить бал, на которой королева обязательно должна надеть подвески, подаренные венценосным супругом.
Мушкетёры направляются в Великобританию за подвесками, но по дороге попадают в засаду гвардейцев Ришельё. В Великобританию к Бэкингему удаётся добраться только Д’Артаньяну и его слуге, предварительно завладевшим рекомендательным письмом Его Высокопреосвященства. Миледи уже успела похитить две подвески, но ювелир герцога быстро изготавливает замену, и Д’Артаньян возвращается во Францию вовремя, чтобы спасти королеву от позора.
Восхищаясь изобретательностью Д’Артатьяна, Ришельё собирается переманить его на службу к себе, похитив Констанцию. Д’Артатьян попадает под чары миледи, пытаясь узнать, где находится Констанция. Атос убеждает его, что миледи — на самом деле его бывшая неверная жена Шарлотта, но Д’Артаньян верит ему только после того, как собственными глазами видит клеймо на плече коварной обольстительницы.
Между Великобританией и Францией вспыхивает война за крепость Ля Рошель. Королеве удаётся освободить Констанцию, и она посылает её к Бэкингему. Под прикрытием мирных переговоров Ришельё приказывает Миледи убить Бэкингема, но мушкетёры успевают предупредить герцога с помощью Планше. Миледи попадает в тюрьму, но ей удаётся бежать, убив Констанцию, а затем и Бэкингема, но мушкетёры вновь берут её в плен. Призывы к милосердию оказываются напрасными и заговорщица отправляется на казнь.

## В ролях
- Джин Келли — Д’Артаньян
- Ван Хефлин — Атос
- Гиг Янг — Портос
- Роберт Кут — Арамис
- Фрэнк Морган — король Людовик XIII
- Винсент Прайс — Ришельё
- Лана Тернер — Миледи
- Анджела Лэнсбери — королева Анна
- Джун Эллисон — Констанция Бонасье
- Джон Саттон — герцог Бэкингем
- Реджинальд Оуэн — де Тревиль
- Ян Кейт — Рошфор
- Патрисия Медина — Китти
- Ричард Уайлер — Альбер
- Кинан Уинн — Планше
- Норман Ливитт — Мушкетон
- Альберт Морин — Базен
- Вильям Филипс — Гримо
- Джил Перкинс — Фельтон
- Дик Симмонс — граф де Вард

## Съёмочная группа
- Режиссёр: Джордж Сидни
- Продюсер: Пандро С. Берман
- Сценарист: Александр Дюма-отец (роман)
- Оператор: Роберт Планк
- Композитор: Герберт Стотхарт

## Интересные факты
- Опасаясь возмущения католиков, студия «MGM» старательно избегала упоминания того, что Ришельё — кардинал.[1]
- Вопреки другим экранизациям романа, Лилльский палач казнит Миледи не мечом, а топором. Причем сама сцена казни, согласно требованиям тогдашнего кодекса Хейса, вырезана.
- В экранизации присутствуют все четверо слуг мушкетёров: Гримо, Мушкетон, Базен и Планше. Причем все они выполняют почетную роль оруженосцев главных героев, перевозя за ними их громоздкие мушкеты.
- В фильме отсутствует сцена осады бастиона Сен-Жерве, оборонявшегося мушкетёрами во время осады Ла-Рошели.
- Несмотря на то, что музыка к фильму написана Гербертом Стотхартом, партитура содержит многочисленные цитаты из музыки Петра Ильича Чайковского ("Гамлет", симфония "Манфред", увертюра-фантазия "Ромео и Джульетта").